# DOA: Dead or Alive
DOA: Dead or Alive é um filme teuto-britânico-estadunidense de 2006, dos gêneros ação (artes marciais) e aventura, dirigido por Corey Yuen, com roteiro de J. F. Lawton, Adam e Seth Gross baseado na série de jogos de luta da Tecmo/Team Ninja de mesmo nome.

## Sinopse
Anualmente, na remota e exótica Ilha Doatec, dr. Victor Donovan (Eric Roberts) organiza o torneio Dead or Alive, no qual os melhores lutadores do mundo (cada um em seu estilo de luta) são convidados para a competição. Entre eles estão Tina (Jaime Pressly), campeã mundial de luta livre, a ladra Christie (Holly Valance) e a ninja Kasumi (Devon Aoki). Tina, Christie e Kasumi têm de esquecer suas rivalidade e se unir se quiserem sair vivas da ilha.

## Elenco
| Personagem      | Ator            |
| --------------- | --------------- |
| Kasumi          | Devon Aoki      |
| Tina Armstrong  | Jaime Pressly   |
| Christie Allen  | Holly Valance   |
| Helena Douglas  | Sarah Carter    |
| Ayane           | Natassia Malthe |
| Ryu Hayabusa    | Kane Kosugi     |
| Max             | Matthew Marsden |
| Victor Donovan  | Eric Roberts    |
| Weatherby       | Steve Howey     |
| Zack            | Brian J. White  |
| Bass Armstrong  | Kevin Nash      |
| Hayate          | Collin Chou     |
| Bayman          | Derek Boyer     |
| Leon            | Silvio Simac    |
| Gen Fu          | Fang Liu        |
| Leifang         | Ying Wang       |
| Chief Detective | Chad McCord     |
| Butler          | Martin Crewes   |
| Gentleman       | Ted Thomas      |
| Bellboy         | Li Shi          |
| Nurse Jones     | Anna Bolt       |
| Hitomi          | Hung Lin        |
| Brad Wong       | Song Lin        |
| Pirate Leader   | Robin Shou      |